# FC Nouadhibou
FC Nouadhibou is een Mauritaanse voetbalclub, gevestigd in Nouadhibou. De in 1999 opgerichte club komt uit in de Premier League (Mauritanië) en speelt zijn thuiswedstrijden in Stade Municipal de Nouadhibou. De traditionele uitrusting van FC Nouadhibou bestaat uit een oranje tenue.

## Prestaties
Premier League (Mauritanië):

Kampioen: 2000/2001, 2001/2002, 2010/2011, 2012/2013, 2013/2014, 2017/18, 2018/19, 2019/20, 2020/21, 2021/22, 2022/23
Beker van Mauritanië:

Winnaar: 2004, 2008 en 2017
Mauritaanse Supercup:
Winnaar: 2011, 2013

Finalist: 2014, 2017